# Châssis central
Pour un article plus général, voir Châssis (automobile).

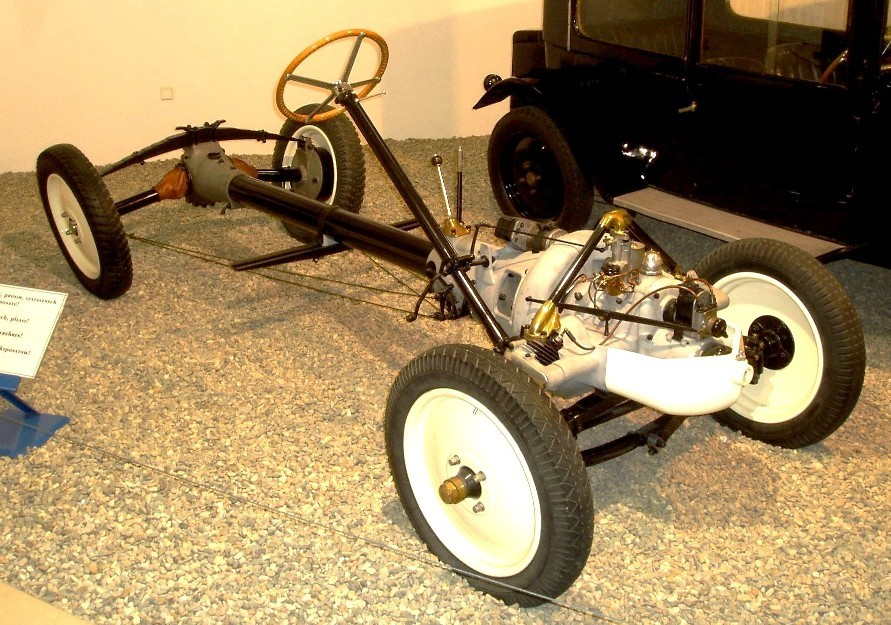
Le châssis d'une Tatra 11 (1923).

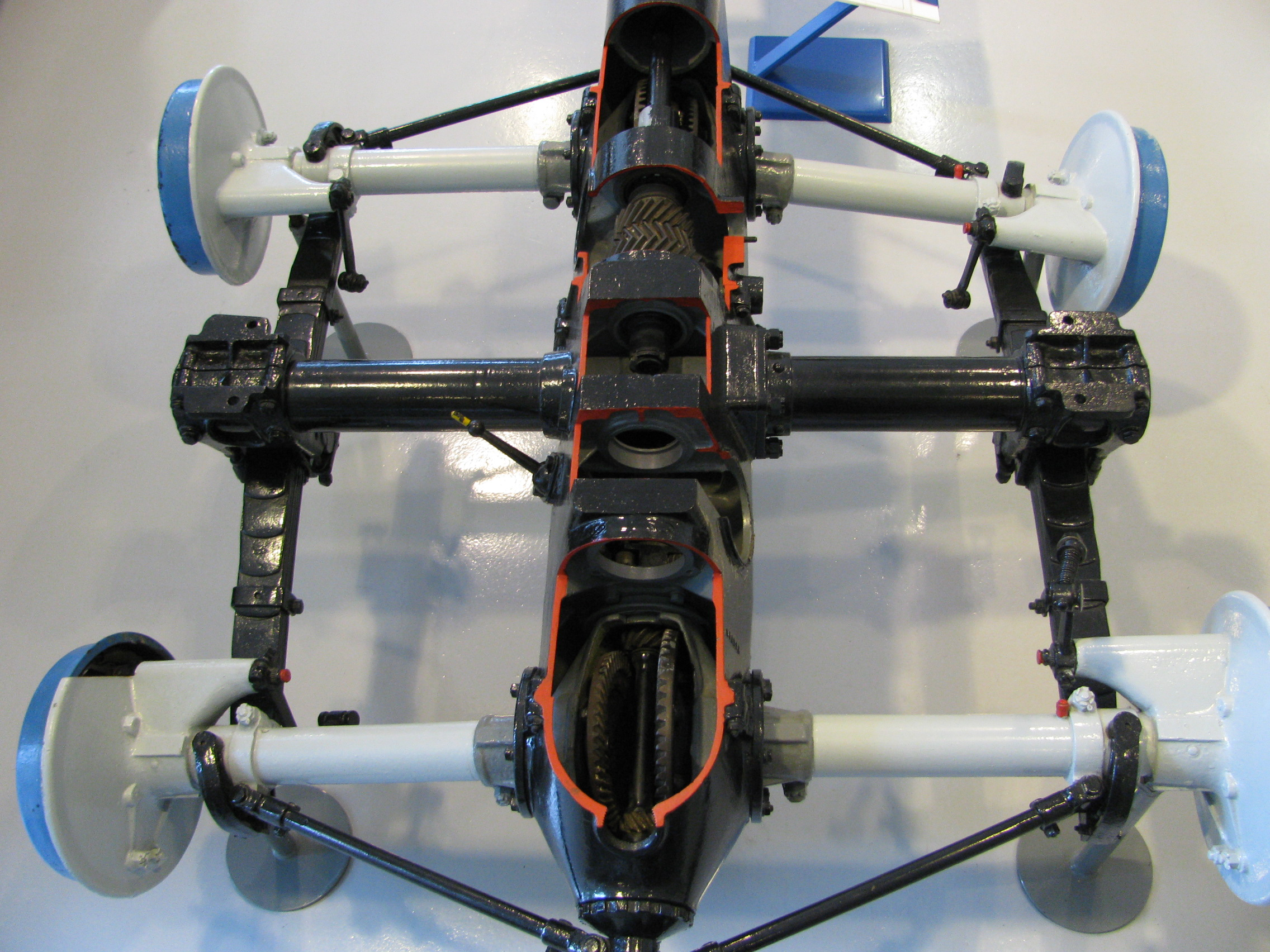
Coupe à travers les essieux arrière du châssis de la Tatra 26.

Le châssis central tubulaire ou châssis en épine dorsale est un type de construction du châssis automobile qui est semblable à la conception de carrosserie sur châssis. Au lieu d'une structure en échelle à deux dimensions, il se compose d'une forte ossature tubulaire (généralement rectangulaire en section transversale) qui relie les zones de fixation de la suspension avant et arrière. Une carrosserie est alors placée sur cette structure.

## Conception
Le châssis central est une caractéristique de conception du constructeur tchèque Tatra camions lourds (cross-country, militaires, etc.). Hans Ledwinka développa ce style de châssis pour la Tatra 11 en 1923. Il a en outre amélioré la conception dans le modèle Tatra 26 6x4, qui avait d'excellentes capacités offroad.

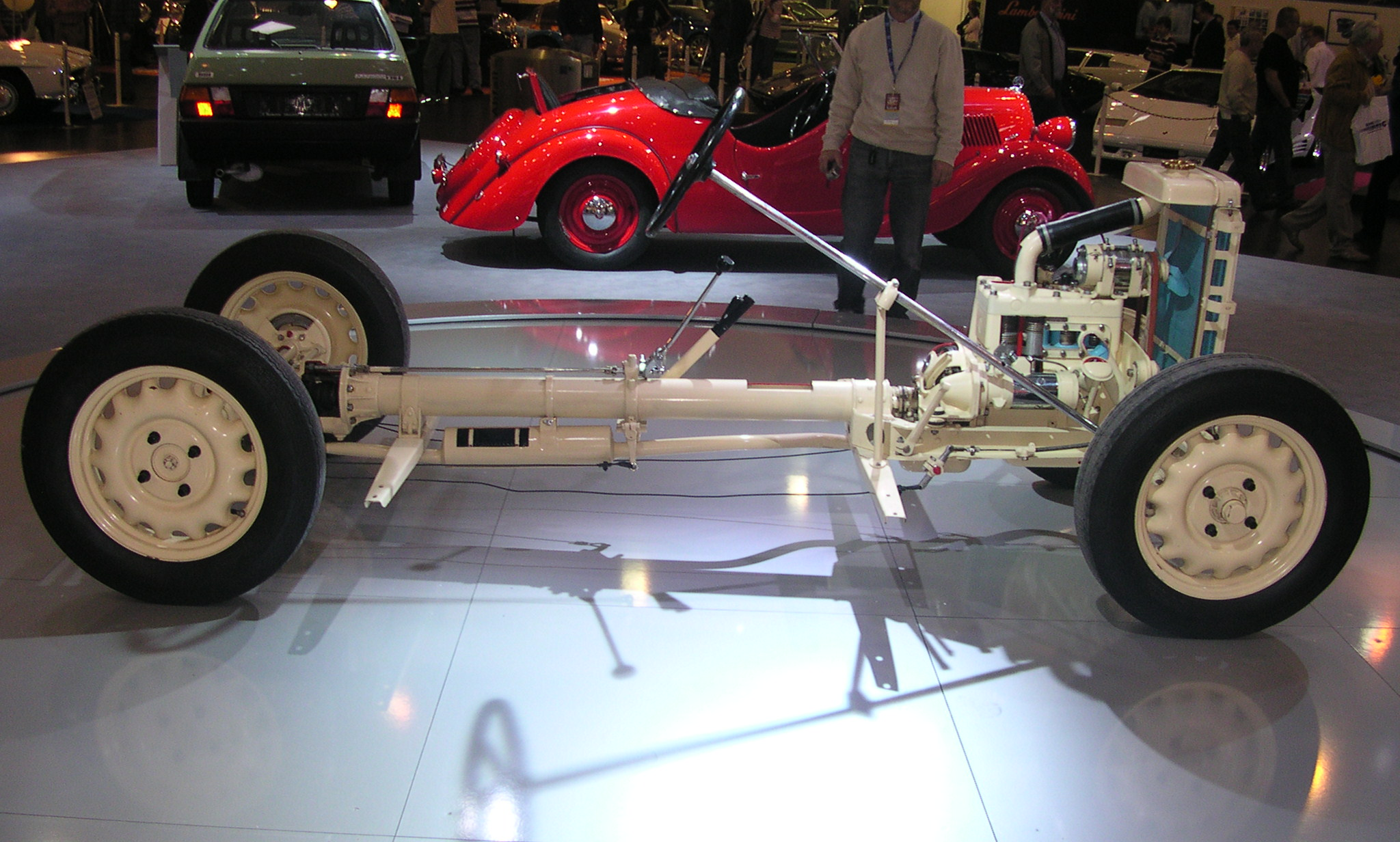
Le châssis d'une Škoda 420 Popular (1934)

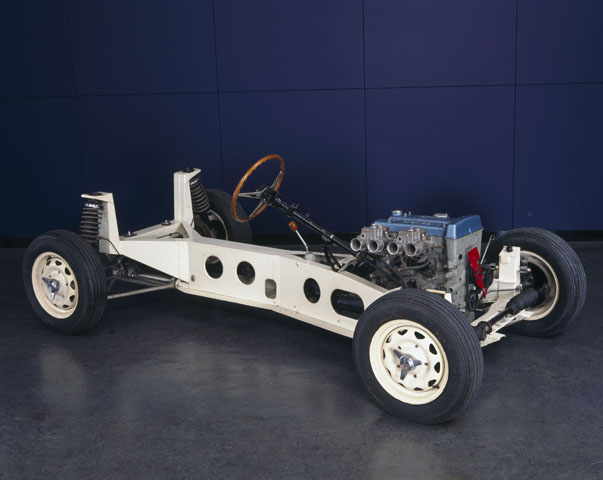
Le châssis Lotus Elan, avec à l'arrière des jambes de suspension Chapman

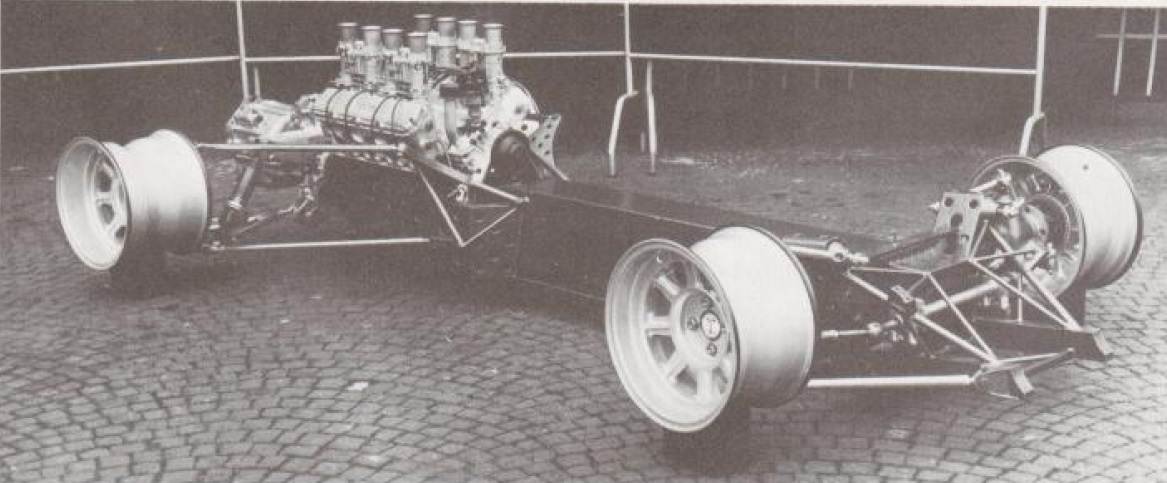
Châssis central et train roulant de la De Tomaso P70 racer. Les mêmes pièces ont été plus tard utilisées dans la De Tomaso Mangusta de production.

Ce type de châssis est également souvent trouvé sur certaines voitures de sport. Il ne fournit pas de protection contre les collisions de côté, et doit donc être combiné avec une carrosserie qui permette de compenser cette lacune.
Quelques exemples de voitures utilisant ce type de châssis sont les De Tomaso Mangusta, la DeLorean DMC-12, la Lloyd 600, les Lotus Elan, Lotus Esprit et Europa, la Škoda 420 Popular, les Tatra T-87, Tatra T111, Tatra T148, Tatra T815 etc., ainsi que la TVR S1. Certaines voitures utilisent aussi une colonne vertébrale comme partie de châssis pour le renforcer, notamment la Volkswagen Coccinelle, où le tunnel de transmission forme une colonne vertébrale.

### Châssis hybride: central et échelle
La Locost peut sembler être construite sur un châssis central complémentant le châssis en structure spatiale, toutefois l'examen montre que, dans sa forme standard, la rigidité est peu améliorée, et ne sert que de structure de soutien pour les panneaux de tôle formant le tunnel de transmission. Les Triumph Herald et Triumph Vitesse ont utilisé un châssis central de section double à bride portant les charges de torsion et de flexion, avec de légères sections latérales supportant la carrosserie tandis que les Triumph Spitfire et Triumph GT6 utilisaient uniquement l'épine dorsale double, avec des parties latérales dans la carrosserie, et la suspension arrière et avant sont également prises par le plancher, non pas directement par l'épine dorsale du châssis.

## Avantages
- Une superstructure de véhicule de conception standard  doit résister à la torsion, et l'usure due à la torsion réduit la durée de vie du véhicule.
- Les demi-essieux ont un meilleur contact avec le sol hors route. Cela a peu d'importance sur les routes.
- Les parties vulnérables de l'arbre d'entraînement sont protégées par un tube épais. L'ensemble du système est très fiable. Toutefois, si un problème se présente, les réparations sont plus compliquées.
- Le système modulaire permet des configurations de véhicules à 2-, 3-, 4-, 5-, 6-, ou 8 essieux avec des roues de différentes bases[4],[5].

## Inconvénients
- La fabrication du châssis central est plus compliqué et plus coûteuse. Toutefois, plus le nombre d'essieux à roues motrices sont nécessaires, plus l'avantage du coût tourne en faveur du châssis central.
- Le châssis central est plus lourd pour une même rigidité à la torsion qu'une caisse auto-porteuse.
- Le châssis central n'offre aucune protection contre les impacts latéraux.